# Consejería de Educación y Cultura de la Junta de Extremadura
La Consejería de Educación, Ciencia y Formación Profesional, desde 20 de julio de 2023, antes Consejería de Educación y Cultura es una consejería que forma parte de la Junta de Extremadura. Su actual consejera y máximo responsable es María Mercedes Vaquera Mosquero. Esta consejería aúna las competencias autonómicas en materia de política educativa y formación, educación universitaria, así como, patrimonio y promoción cultural.
Tiene su sede en Complejo Administrativo Mérida III Milenio Módulo 4, 4.ª Planta 06800 Mérida.

## Estructura Orgánica
- Secretaría General
  - Servicio de Recursos Humanos y Régimen Interior
  - Servicio de Gestión Económica del Área de Educación
  - Servicio de Informes, Normativa y Recursos del Área de Educación
  - Servicio Regional de Obras y Proyectos del Área de Educación
  - Servicio de Equipamiento
  - Servicio de Administración General del Área de Cultura
  - Servicio de Obras y Proyectos de Patrimonio Histórico Artístico
  - Servicio de Informes, Normativa y Documentación del Área de Cultura
- Secretaría General de Educación
  - Servicio de Tecnologías de la Información y Comunicación
  - Servicio de Innovación y Formación del Profesorado
  - Servicio de Inspección General y Evaluación
  - Servicio de Coordinación Educativa
  - Servicio de Ordenación Académica y Planificación de Centros Educativos
  - Servicio de Programas Educativos y Atención a la Diversidad
  - Delegación Provincial de Badajoz
  - Delegación Provincial de Cáceres
- Dirección General de Personal Docente
  - Servicio de Administración de Personal Docente
  - Servicio de Nóminas de Personal Docente
  - Servicio de Salud y Riesgos Laborales en Centros Educativos
- Dirección General de Formación Profesional y Universidad
  - Servicio de Formación Profesional Reglada
  - Servicio de Enseñanzas de Personas Adultas y a Distancia
  - Servicio de Universidad e Investigación
- Dirección General de Patrimonio Cultural
  - Servicio de Patrimonio Histórico-Artístico
- Dirección General de Promoción Cultural
  - Servicio del Libro y Promoción Cultural
  - Servicio de Bibliotecas

## Entes adscritos a la consejería
- Agencia Extremeña de Evaluación Educativa
- Ente Público Extremeño de Servicios Educativos Complementarios
- Red de Museos de Extremadura
- Centro de las Artes y de la Música de Extremadura
- Biblioteca de Extremadura
- Escuela Superior de Arte Dramático de Extremadura

## Lista de consejeros de Educación
- Francisco España Fuentes (1983-1987)
- Jaime Naranjo Gonzalo (1983-1993)
- Victorino Mayoral Cortés (1993-1995)
- Luis Millán Vázquez de Miguel (1995-2005)
- Eva María Pérez López (2005-2011)
- Trinidad Nogales Basarrate (2011-2015)
- Esther Gutiérrez Morán (2015-2023)
- María Mercedes Vaquera Mosquero (20 de julio de 2023-actualidad)

## Lista de consejeros de Cultura
- Francisco España Fuentes (1983-1987)
- Jaime Naranjo Gonzalo (1983-1993)
- Victorino Mayoral Cortés (1993-1995)
- Francisco Muñoz Ramírez (1995-2007)
- Leonor Flores Rabazo (2007-2010)
- Manuela Holgado Flores (2010-2011)
- Trinidad Nogales Basarrate (2011-2023)
- Victoria Bazaga Gazapo (20 de julio de 2023-actualidad)